# Microhyla mixtura
Microhyla mixtura är en groddjursart som beskrevs av Liu och Hu in Hu, Zhao 1966. Microhyla mixtura ingår i släktet Microhyla och familjen Microhylidae. IUCN kategoriserar arten globalt som livskraftig. Inga underarter finns listade i Catalogue of Life.